# شباكا
شباكا أو شاباتاكا أو شباكا نفر-كا-رع، وتعني روح رع الجميل، كان فرعوناً كوشياً من ملوك الأسرة الخامسة والعشرين حكم مملكة كوش و مصر في الفترة مابين عام 721 إلى 707 / 706 قبل الميلاد وفقاً لأحدث الأبحاث الأكاديمية للتسلسل الزمني لتاريخ مصر القديمة والصادرة عام 2006 م.
تدل آخر بحوث أجريت 2017/2016 لمخطوطات في الكرنك على أن شباكا تولى الحكم بعد شبيكتو.

## العائلة
يعتقد أن الملك شباكا هو ابن الملك كاشتا والملكة باباتشما، رغم أن هنالك نص يرجع لزمن الملك طهارقة يمكن ترجمته علي نحو يوحي بأن الملك شباكا هو أخ لطهارقة مما يعني إنه ابن بعنخي. ووفقاً للسجلات الأشورية فإن الملكة كلهاتا شقيقة طهارقة كانت المرافقة الملكية للملك شباكا، والمعروف أن الملك شباكا والملكة كلهاتا هما أبوي الملك تنوت أماني. ومن المرجح أنهما أبوي الملك شبتكو أيضاً، ويحتمل أن تكون الملكة تباكانيمون زوجة الملك شباكا، رغم أن بعض العلماء يعتقدون أنها زوجة الملك طهارقة.
وتقلد الأمير هرماخت ابن شباكا منصب كبير كهنة امون . وعرف ذلك من تمثال للأمير عثر عليه في الكرنك، ومن شظية من تمثال آخر حملت جزءً من تفاصيل حياته. ومن التابوت الصخري الخاص بجثمانه الذي عثر على اسم امرأة منقوش عليه تدعي ميسبات يحتمل ان تكون أمه. ويعتقد أن الملك شباكا كان أبا لطفلين آخرين لم يتم تحديد أمهاتهم حتي الآن. ويمكن أن تكون الملكة بيانكرتي احدهم، وهي أخت غير شقيقة وزوجة للملك تنوت أماني ودفنت في أبيدوس بمصر.

## السيرة الذاتية
خلف شباكا أخيه بعنخي علي عرش مملكة كوش ومصر، واتخذ اسم بيبي الثاني اسماً ملكياً له، وهو اسم أحد فراعنة الأسرة السادسة، وقد حدد العالم الإنجليزي كينيث اندرسون كيتشن أن نظام الملك شباكا استمر 15 عاماً فيما بين 716 و702 قبل الميلاد. وهناك دليل مهم تم الكشف عنه مؤخراً حول وفاة الملك شباكا وحول سياسته الخارجية التي اتسمت بالحفاظ علي إستقلالية الإمبراطورية الكوشية من نفوذ القوي الخارجية لاسيما الإمبراطورية الأشورية. والدليل يأتي من السجلات الآشورية الرسمية للملك الأشوري سرجون الثاني والتي وجدت في منطقة تنق-أي فار شمال غرب إيران والتي ذكر فيها ان الملك شبتيكو. قام بتسليم  لامني ملك اسدود للاشوريون، ولامني هو ملك معارض للأشوريون فر إلى مصر بعد مطاردته إثر فشل ثورته، وقد سجلت هذه النقوش عام 706 قبل الميلاد أي أن شباكا كان قد رحل وخلفه ابن اخته الملك شبتكو في هذا التاريخ.
وحظي هذا الرأي بقبول واسع من علماء المصريات أمثال: أيدين دودسون و رالف كراوس و ديفيد استون و كارل جانسن وينكلين واخرين، لقلة وجود المصادر الموثوقة التي يمكن الارتكان إليها في شأن السياسة الداخلية والإقليمية في المملكة النوبية خلال فترة الأسرة الخامسة والعشرين. ويكون الرأي أكثر قبولاً لكون جميع الأبحاث المعاصرة تفيد بأن الملوك النوبيين حكموا مملكة كوش ومصر من خلال ملك واحد فقط علي العرش، وقد ذكرت مسلة طهارقة التي عثر عليها في مدينة الكوة وسط السودان أن الملك طهارقة تولي زمام السلطة فقط بعد وفاة اخوه الملك شبتكو.
ويعتبر نظام الملك شباكا ذو أهمية خاصة بين جميع الأنظمة الكوشية لكون النظام عمل علي تقوية المملكة النوبية بشكل عام وخصوصاً في الأطراف حيث امتد حكمه من أقاصي السودان إلى دلتا مصر، كما شيد نظامه العديد من المباني خصوصاً في طيبة التي اعتبرها شباكا عاصمة ملكه، وفي الكرنك تم نصب تمثال من الجرانيت الوردي اللون للملك شباكا مرتدياً التاج المزدوج كناية عن حكم كوش ومصر.

## أبرز الاثار

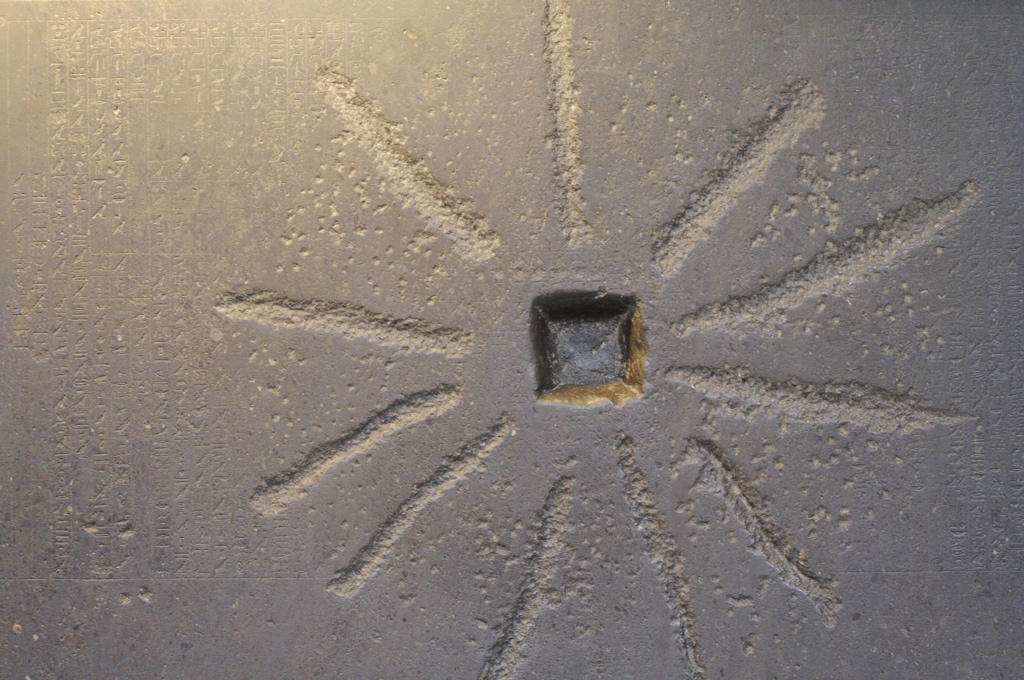
حجر شباكا من المتحف البريطاني

يعتبر حجر شباكا. وهو مسلة نقش فيها أسماء الممالك التي أمر الملك شباكا بحمايتها أحد ابرز آثاره، فضلاً عن بوابة شباكا الضخمة التي تم اكتشافها عام 2011 م ويعتقد بأنها يمكن أن تحوي مخبأً سرياً لكنوز الملك ومقتنايته.

## وفاته
بعد حكم دام 15 عاماً توفي الملك شباكا عام 707 أو 706 قبل الميلاد. ، وفقاً للسجلات الآشورية، ودفن في هرمه الخاص في المقبرة الملكية في مدينة الكرو، وخلفه علي العرش ابن أخته الملك شبتكو ابن الملك طهارقة، حسب التقاليد النوبية التي تحتم انتقال الملك من الأخ إلى الأخ ثم إلى أكبر أبناء أكبر الإخوة من الجيل التالي.

## معرض الصور

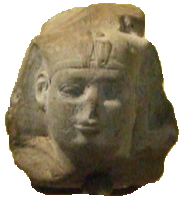
تمثال لرأس الملك شباكا من متحف اللوفر في باريس
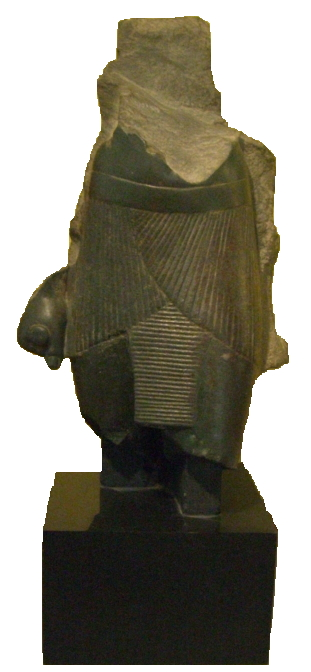
تمثال الملك شباكا من متحف اللوفر
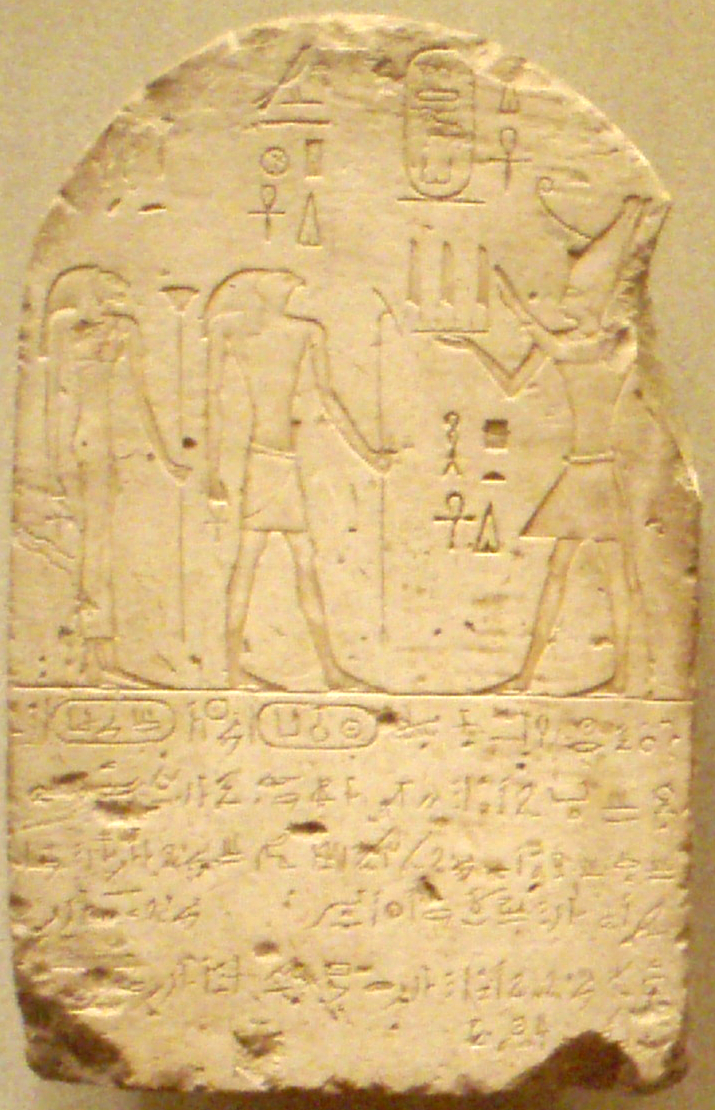
مسلة العطاء من متحف المتروبوليتان
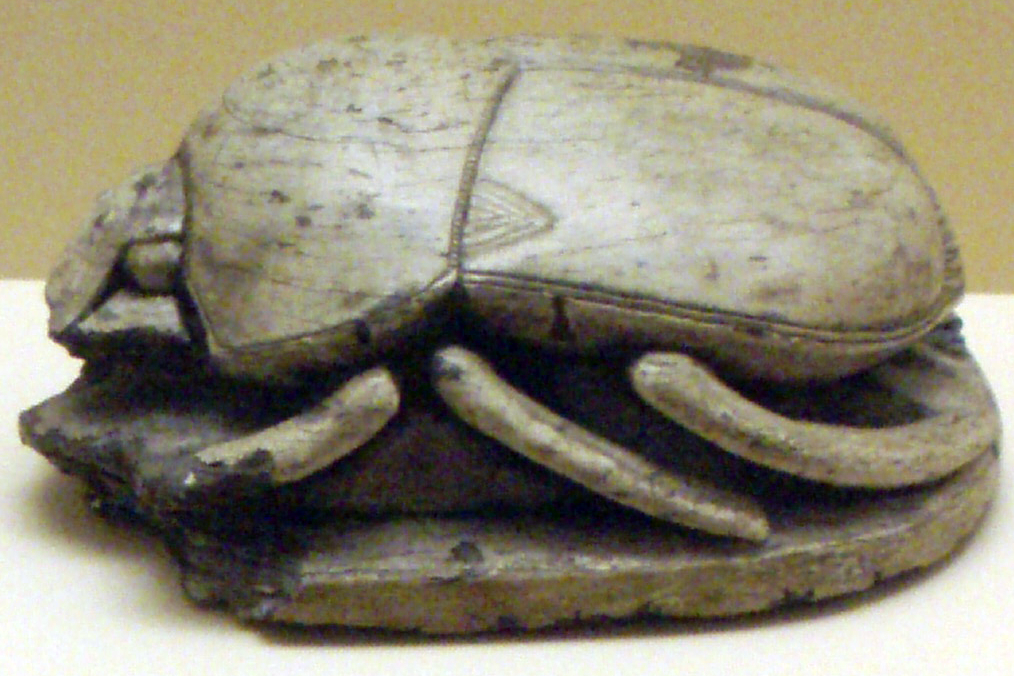
الجعران التزكاري الضخم للملك شباكا

| سبقه: بعنخي | ملوك كوش وملوك الأسرة الخامسة والعشرون | خلفه: شبتكو علي عرش مملكة كوش و مصر |